# Laura (album)
Laura – kompilacja dwóch EPek zespołu Fields of the Nephilim wydana tylko we Włoszech w 1991 roku. Zawierała utwory z Returning to Gehenna i Burning the Fields.

## Spis utworów
1. Power
2. Laura II
3. Secrets
4. The tower
5. Returning to Gehenna
6. Back in gehenna
7. Trees come down
8. Darkcell
9. Laura